# Robert Main
O reverendo Robert Main (Upnor, 12 de julho de 1808 — 9 de maio de 1878) foi um astrônomo inglês.

## Vida
Nascido em Upnor em Kent, ele era o filho mais velho de Thomas Main; Thomas John Main, o matemático, era o irmão mais novo. Robert Main frequentou a escola em Portsea, Portsmouth antes de estudar matemática no Queens 'College, Cambridge, onde se formou como sexto wrangler em 1834. Ele serviu por 25 anos (1835-1860) como primeiro assistente no Royal Greenwich Observatory, e publicou vários artigos, particularmente sobre o movimento estelar e planetário, paralaxe estelar e as dimensões e formas dos planetas. De 1841 a 1861 foi sucessivamente secretário honorário, vice-presidente e presidente do Royal Astronomical Society, e em 1858 recebeu a Medalha de Ouro da Sociedade. Em 1860, ele se tornou diretor do Radcliffe Observatory na Universidade de Oxford após a morte de Manuel Johnson, e foi eleito membro da Royal Society. Um sacerdote ordenado da Igreja da Inglaterra, ele pregou regularmente enquanto vivia em Greenwich.
Main respondeu ao questionário no qual Francis Galton baseou seu English Men of Science (1874), e suas respostas gravadas incluíram os seguintes comentários:
"Eu me esforço consideravelmente na investigação de questões religiosas, uma de minhas diversões sendo a coleção de uma considerável biblioteca teológica, com os livros que conheço."
"Não estou ciente de qualquer gosto inato pela ciência ... Meu interesse em astronomia, especialmente, era muito pequeno até que fui nomeado."

## Trabalhos
Supervisionado a terceira edição (1859) de Sir John Herschel: A Manual of Scientific Enquiry, prepared for the use of Her Majesty's Navy and adapted for travellers in general (1849), que incluiu um artigo sobre a geologia por Charles Darwin. Seu livro Practical and Spherical Astronomy foi publicado em 1863. Ele foi responsável pela edição do Segundo Catálogo de Radcliffe (1870), que detalhou 6 317 estrelas, e (com Charles Pritchard) o Catálogo de Herschel: Catalogue of 10 300 multiple and double stars (1874). Ele também publicou observações feitas sobre as chuvas em Oxford ao longo de 25 anos, de 1851 a 1875, e contribuiu para a Fortnightly Review durante a redação de George Henry Lewes.
Seus outros trabalhos incluem o discurso anual de 1875 para a Philosophical Society no Victoria Institute (intitulado Modern Philosophic Skepticism Examined) e um sermão sobre I Coríntios 1: 22-24 dado à Associação Britânica para o Avanço da Ciência no mesmo ano.

## Legado
A cratera lunar Main tem o nome de Robert Main, e também há uma cratera em Marte com o seu nome.